# Cogolludo
Cogolludo ist eine Gemeinde in der Comarca La Serranía. Sie gehört zur spanischen Provinz Guadalajara der Autonomen Region Kastilien-La Mancha und liegt etwa 40 km nördlich der Provinzhauptstadt Guadalajara. Der Ort wurde am 14. Mai 1100 erstmals in einem Schreiben von Alfons VI. an der Abt des Klosters San Pedro de Gumiel erwähnt.
Der Ort gehört zu den sogenannten Schwarzen Dörfern.